# Home Children
Home Children era un programma governativo britannico volto a inviare nei paesi del Commonwealth, tra cui Australia e Canada, decine di migliaia di bambini britannici delle classi operaie, poveri, orfani o abbandonati. A tale scopo fu fondata la Children's Friend Society nel 1830 dal capitano Edward Pelham Brenton.
Questi bambini deportati erano in realtà piuttosto condannati a maltrattamenti.
Il pretesto per questo sradicamento era che i bambini poveri avevano maggiori probabilità di vivere in buona salute fisica e morale, specialmente nel Canada rurale, dove era apprezzato il lavoro gratuito. Tra il 1869 e il 1948, su iniziativa di Annie MacPherson, circa 100.000 bambini britannici furono mandati in Canada per lavorare nelle fattorie o nelle case private come domestici.
In Australia, circa 7.000 bambini sono emigrati tra il 1920 e il 1967. Con un numero molto elevato di bambini locali, soprattutto aborigeni, anch'essi vittime di maltrattamenti, chiamati bambini dimenticati o australiani dimenticati.